# Friedrich von Gagern
Friedrich Balduin von Gagern (Weilburg, 24 ottobre 1794 – Kandern, 20 aprile 1848) è stato un generale tedesco.

## Biografia

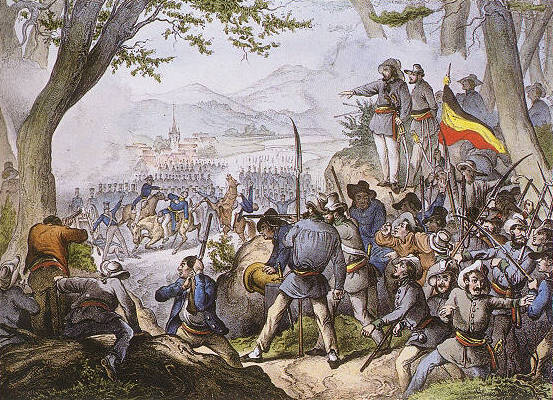
La morte del generale von Gagern nella battaglia di Kandern del 1848

Figlio primogenito del politico e scrittore Hans Christoph Ernst von Gagern, Friedrich nacque a Weilburg il 24 ottobre 1794. Si iscrisse all'Università di Gottinga ma ben presto la lasciò per prendere servizio stabile nell'esercito austriaco, combattendo contro i francesi nella campagna di Russia del 1812 e, l'anno seguente, prese parte alla battaglia di Dresda, alla battaglia di Kulm ed alla Battaglia di Lipsia. Si pose quindi al servizio dei Paesi Bassi, prendendo parte alla campagna dei Cento Giorni del 1815 ancora una volta contro Napoleone, dopo la quale per un anno si dedicò agli studi presso l'Università di Heidelberg; fu membro della commissione militare della dieta federale tedesca per il Lussemburgo dal 1824 al 1825.
Nel 1830 e nel 1831 prese parte alla campagna militare olandese in Belgio e nel 1844, dopo essere stato promosso al rango di generale, compì un'importante missione nelle Indie orientali olandesi per migliorare in loco le difese militari. Nel 1847 venne nominato governatore di Le Hague e comandante dell'Olanda meridionale.
Con lo scoppio delle rivoluzioni del 1848 in Germania, accettò l'invito del granduca di Baden a prendere il comando del suo esercito e reprimere gli insorti della rivolta di Hecker, guidata per l'appunto da Friedrich Hecker. 
A Kandern, il 20 aprile, fece un vano sforzo di persuadere i capi alla resa ed era sul punto di ordinare l'attacco alle sue truppe quando venne mortalmente ferito.